# Johann Samuel König
Johann Samuel König (Büdingen, 31 luglio 1712 – Zuilenstein, 21 agosto 1757) è stato un fisico tedesco.
Figlio di Samuel Heinrich König, insegnò matematica e fu membro nel 1740 dell'Accademia francese delle scienze di Parigi. 
Durante il suo incarico di docente all'Università di Franeker fu insegnante di Anton Brugmans, noto fisico olandese.
In meccanica razionale Johann Samuel König dà il suo nome al primo teorema di König e al secondo teorema di König, due comode formule relative alla dinamica dei sistemi di punti materiali.

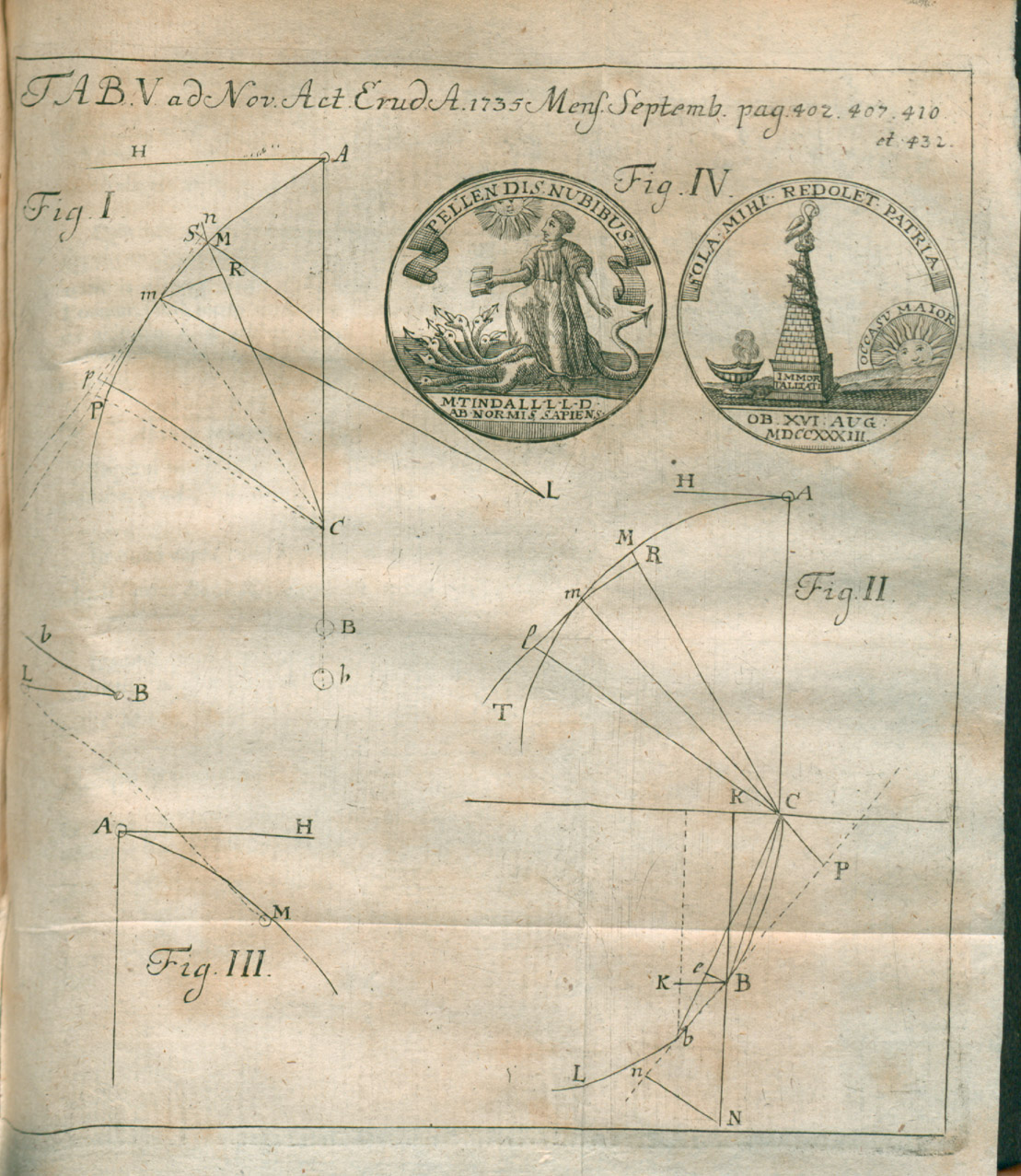
Illustrazione relativa all'articolo di Johann Samuel Konig intitolato De nova quadam facili delineatu trajectoria... pubblicato sugli Acta Eruditorum del 1735
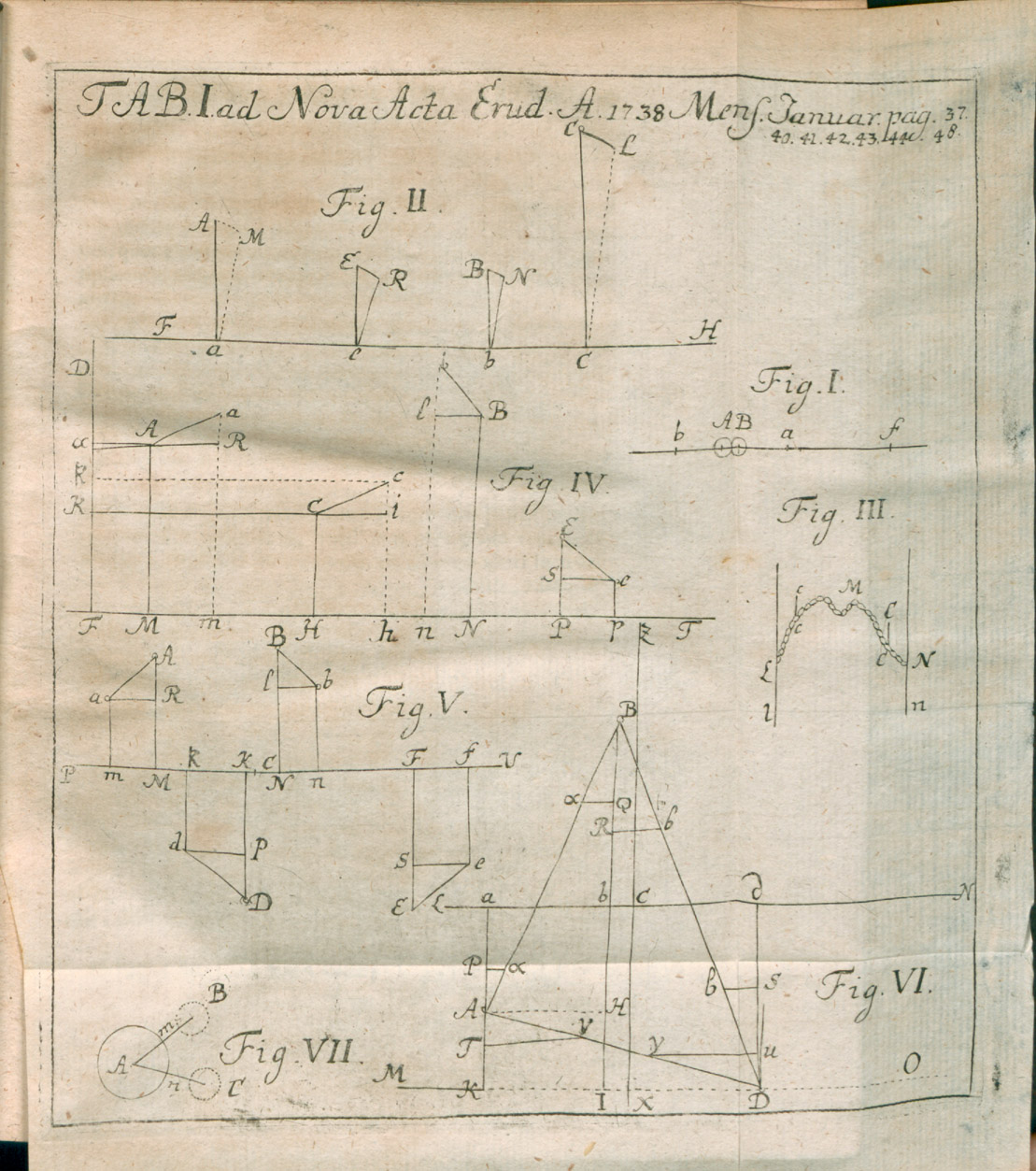
Illustrazione relativa a De centro inertiae... pubblicato sugli Acta Eruditorum del 1738